# آی‌دی‌بی‌آی بنک
آی‌دی‌بی‌آی بنک (انگلیسی: IDBI Bank) شرکت خدمات مالی و بانکداری هندی است، که در سال ۱۹۶۴ توسط شرکت بیمه عمر هند تأسیس شد.